# Great Sankey
Great Sankey – wieś w Anglii, w hrabstwie ceremonialnym Cheshire, w dystrykcie (unitary authority) Warrington. Leży 28 km na północny wschód od miasta Chester i 270 km na północny zachód od Londynu. W 2001 miejscowość liczyła 24 211 mieszkańców.